# Vivsjö
Vivsjö är en sjö i Marks kommun i Västergötland och ingår i Ätrans huvudavrinningsområde. Sjön har en area på 0,087 kvadratkilometer och ligger 161 meter över havet. Sjön avvattnas av vattendraget Hjärtaredån.

## Delavrinningsområde
Vivsjö ingår i det delavrinningsområde (635457-131742) som SMHI kallar för Utloppet av Högsjön. Medelhöjden är 164 meter över havet och ytan är 9,38 kvadratkilometer. Det finns inga avrinningsområden uppströms utan avrinningsområdet är högsta punkten. Hjärtaredån som avvattnar avrinningsområdet har biflödesordning 3, vilket innebär att vattnet flödar genom totalt 3 vattendrag innan det når havet efter 69 kilometer. Avrinningsområdet består mestadels av skog (43 %) och sankmarker (22 %). Avrinningsområdet har 2,4 kvadratkilometer vattenytor vilket ger det en sjöprocent på 25,6 %.